# Bull de fetge
El bull de fetge és un embotit de porc típic de les comarques dels Pirineus (l'Alt Urgell, la Cerdanya, el Ripollès i el Berguedà) que està fet amb els mateixos ingredients emprats en l'elaboració del popular pa de fetge, i que avui dia fan a moltes cansaladeries d'aquestes comarques. Presenta la forma allargassada i boteruda. El color extern és beix fosc, mentre que la carn del farcit és rosada fosca, trencada per taques més o menys grosses de greix. Els trossos de carn són visibles i la textura, suau i tendra, però consistent.
Es venen a les mateixes empreses elaboradores. També en trobem en alguns dels restaurants que l'inclouen a la seva oferta. Normalment es ven tendre, però alguns elaboradors deixen que s'assequi una mica, perquè hi ha qui el prefereix més gustós, amb un gust més intens. S'empra sobretot com a entremès, per fer entrepans o per menjar amb torrades.
És un aliment molt energètic, ric en greix i colesterol, però, alhora, ric en proteïnes d'alt valor biològic i vitamines del grup B. Pel fet que conté fetge del porc, també es converteix en una excel·lent font de vitamines A i D. També té un contingut important de ferro. Dins d'una alimentació variada i equilibrada, el seu consum ocasional és totalment aconsellable.

## Elaboració
S'empra carn del cap, carn magra, papada, cansalada, fetge, cotnes, sal, pebre, all, julivert i ou. El primer que cal fer és trinxar les carns i s'amaneixen amb sal i pebre. Es fa bullir una mica el fetge, que agafi un punt de cocció però sense que s'acabi de fer. Quan ja està a punt, es pica petit el greix del porc juntament amb el fetge, se salpebra i es barreja. Després s'hi afegeixen els ous, amb els quals es lliga tota la pasta, l'all i julivert ben picats, i la carn trinxada. Finalment, s'emboteix la mescla en el budell cec i es cou a la caldera durant algunes hores.